# Barra do Mendes
Barra do Mendes är en kommun i Brasilien.   Den ligger i delstaten Bahia, i den östra delen av landet, 800 km nordost om huvudstaden Brasília. Antalet invånare är 13 997.
Omgivningarna runt Barra do Mendes är huvudsakligen savann. Runt Barra do Mendes är det glesbefolkat, med 15 invånare per kvadratkilometer.